# A Hortobágy legendája
A Hortobágy legendája 2007-ben bemutatott magyar televíziós filmdráma. A mű három, a hortobágyi tájegységhez kapcsolódó történet egybefűzésével és megfilmesítésével született meg; mindegyik történetrész szinte szakrális megközelítésből igyekszik megmutatni az ősi hortobágyi emberek őszinteségét és makacsságát, amikhez mély érzelmek és esendőségek társulnak. A filmben feldolgozott történetek egyike Móricz Zsigmond Komor Ló című novellája, de az író misztikusságba hajló látásmódja ihlette a rendezőt két másik, az e tájon élők által elbeszélt, de már későbbi (20. század közepi) történet filmszerű megidézésére is.

## Közreműködők

### Szereplők
- Eperjes Károly – Gáspár/András
- Pokorny Lia – Anna
- Szirtes Ági – Eszter, András felesége
- Molnár László – Fekete Mihály
- Székely B. Miklós – Mesélő
- Reviczky Gábor – Pap
- Szarvas József – Elvtárs
- Csányi Sándor – Katona
- Papadimitriu Athina – Jósnő
- Ujlaki Dénes –
- Vikidál Gyula –

### Alkotók
- Rendező: Vitézy László
- Író: Móricz Zsigmond
- Forgatókönyvíró: Vitézy László, Sz. Szabó István
- Zeneszerző: Ökrös Csaba
- Operatőr: Papp Ferenc
- Vágó: Csillag Mano